# 顏面神經
面神經是第七對腦神經，为混合神经，也就是既含有传出神经纤维又含有传入神经纤维。主要掌管臉部表情及眼皮開閉。顏面神經受損可能導致眼皮不能閉合、臉部肌肉癱瘓、口歪、味覺異常等症狀。
臨床上顏面麻痺（歪斜）可簡單分為：周邊型及中樞型，周邊型顏面神經麻痺中，最常見就是貝爾氏麻痺（Bell's palsy），俗稱「鬼吹風」，絕大多數的顏面神經麻痺都屬於良性疾病，恢復時間有時需長達六到八周，早期使用類固醇可以有效降低顏面神經的發炎。

## 外部連結
解剖學(Anatomy)-腦神經(cranial nerve)-CN VII(顏面神經) （页面存档备份，存于）

## 附圖

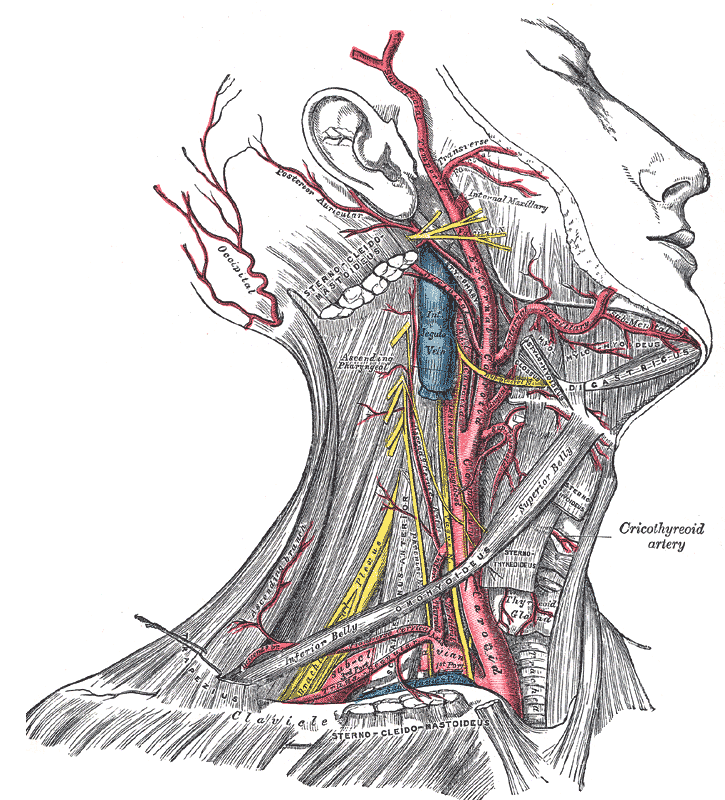
表面解剖右側頸，顯示頸動脈及鎖骨下動脈
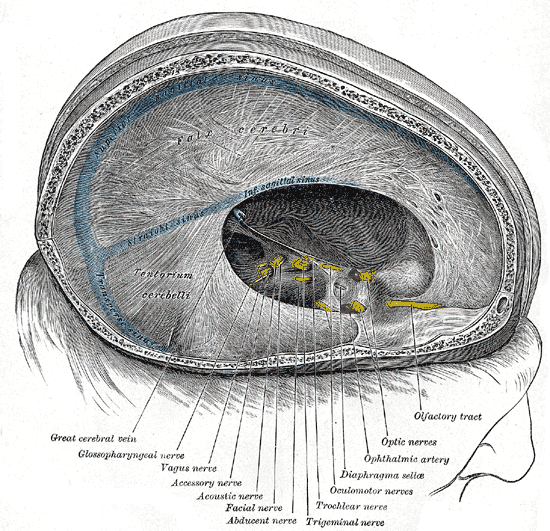
切除右半部大腦後顯示的硬腦膜
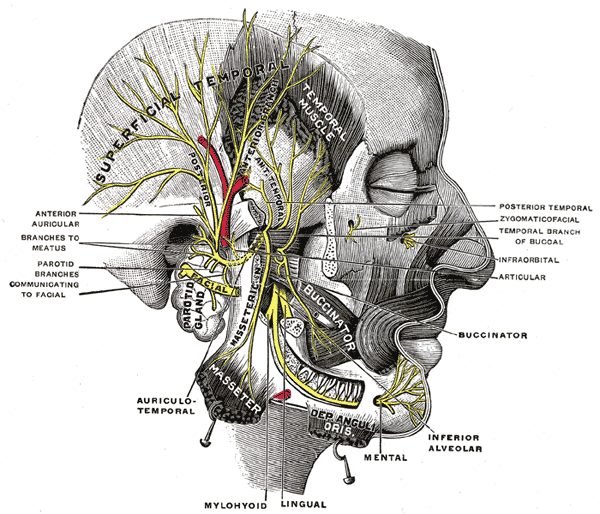
下頜部的三叉神經
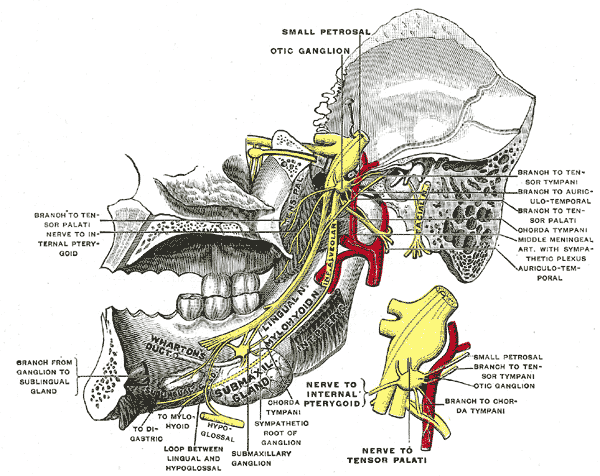
下頜部的三叉神經
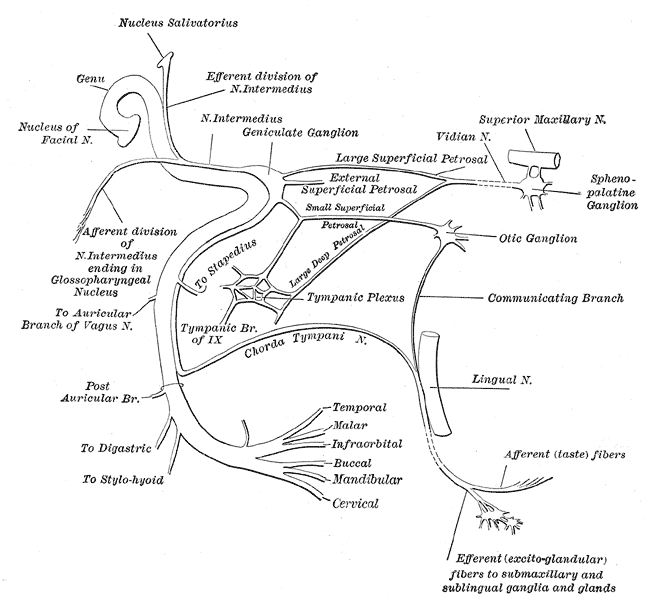
顏面神經和中間神經與其他神經的交流
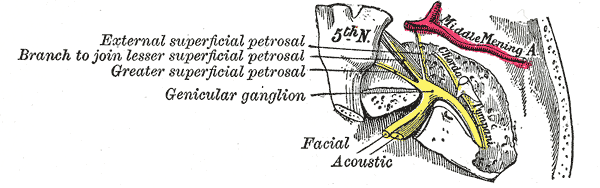
顏面神經和颞骨
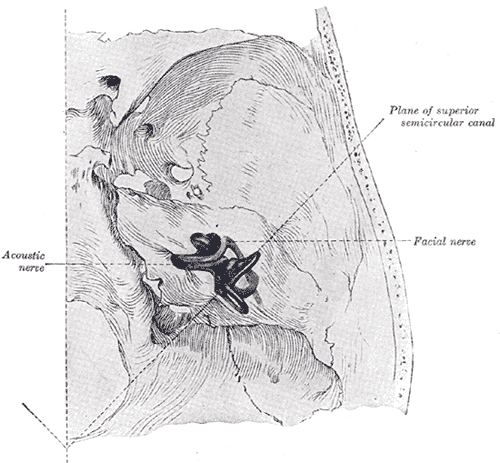
右耳骨迷宮
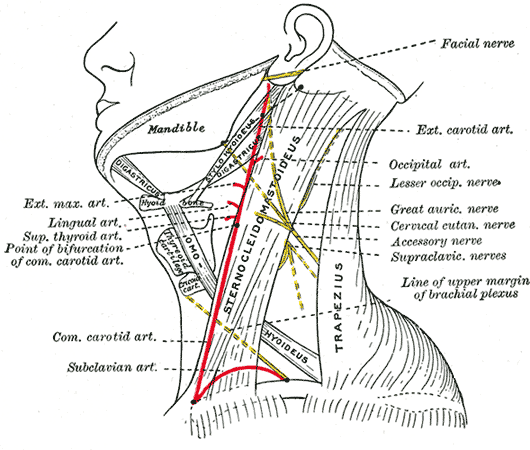
側頸部
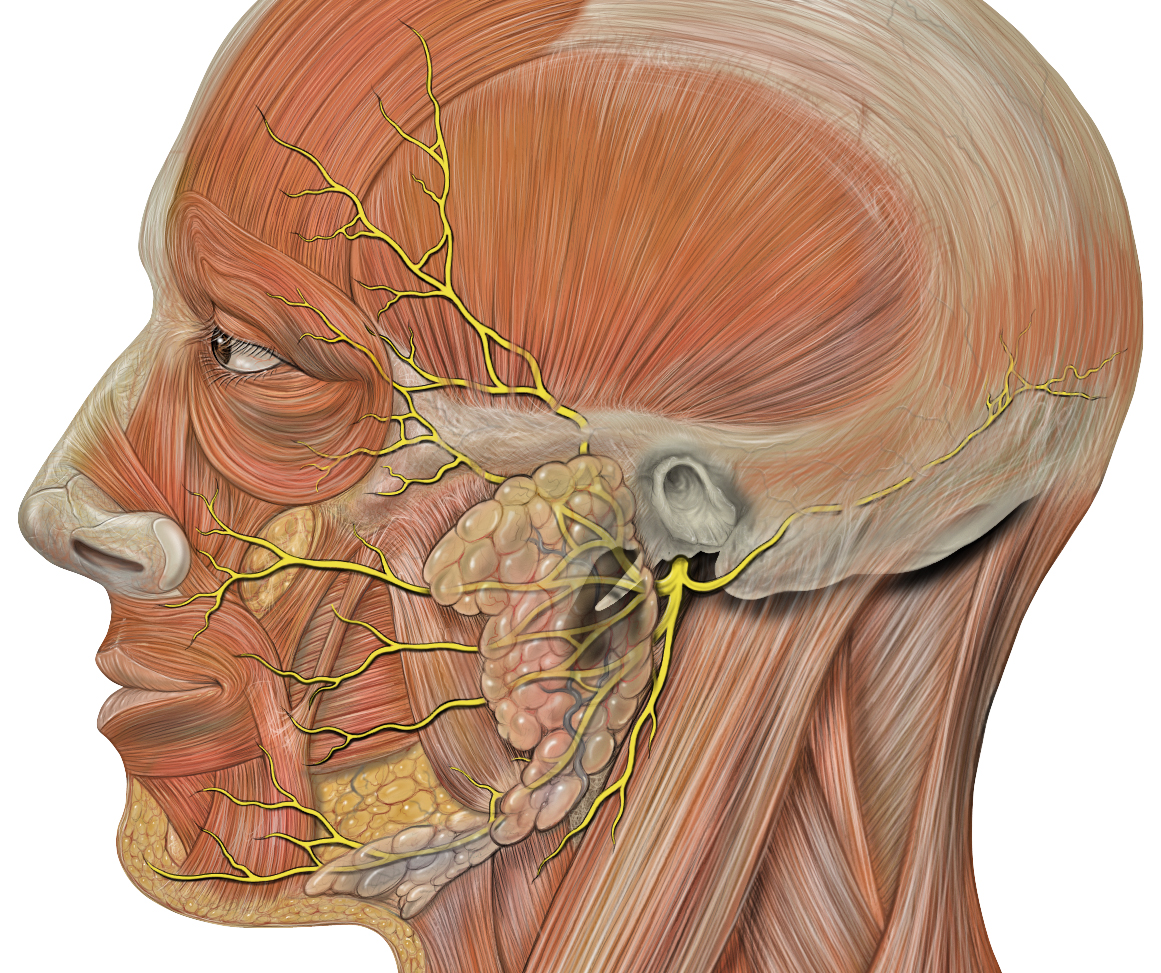
頭面部神經分支